# Lee Hazlewood

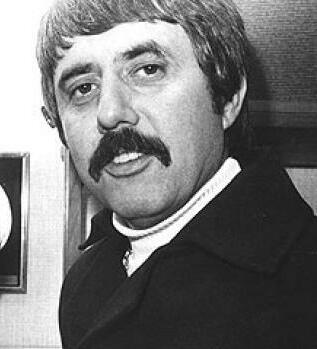
Lee Hazlewood (1968)

Barton Lee Hazlewood (* 9. Juli 1929 in Mannford, Oklahoma; † 4. August 2007 in Henderson, Nevada) war ein US-amerikanischer Songwriter, Country-Sänger und Musikproduzent. International bekannt wurde Lee Hazlewood in den 1960er Jahren durch seine Zusammenarbeit mit Nancy Sinatra, für die er zahlreiche Songs verfasste und teilweise auch zusammen mit ihr interpretierte. Die bekanntesten sind These Boots Are Made for Walkin’, Lady Bird, Sand, Some Velvet Morning und Summer Wine.

## Leben

### Jugend
Der Sohn eines Tankwarts und Ölhändlers verbrachte die meiste Zeit seiner Jugend in Oklahoma, Arkansas und Louisiana. Als Teenager zog er nach Texas und war vom sogenannten Gulf Coast Sound fasziniert. Indes studierte der musikbegeisterte Hazlewood zunächst Medizin an der Southern Methodist University in Fort Worth sowie in Kalifornien. Im Anschluss leistete er seinen Militärdienst während des Koreakrieges.

### Karrierebeginn
Seine Musikkarriere startete Hazlewood in den 1950er Jahren, als er sich zunächst als Radio-DJ im heimischen Oklahoma durchschlug. Kurze Zeit später gründete Hazlewood seine eigene Plattenfirma und begann auch, eigene Songs zu schreiben, die er mit den Gitarristen Al Casey und Duane Eddy sowie mit dem Sänger Sanford Clark aufnahm. Doch es stellte sich zunächst nur auf lokaler Ebene Erfolg ein; die Aufnahmen mit Eddy (Rebel-’Rouser) und Sanford (The Fool) erzielten erst Chart-Erfolge, nachdem das landesweit präsente Label Dot Records die Titel in sein Programm nahm.
Hazlewood zog es an die florierende Westküste nach Los Angeles, wo er an der aufstrebenden Musikindustrie partizipieren wollte. Er machte sich mit Tontechnik vertraut, baute eigene experimentelle Tonstudios und beschloss, Musiker und Musikproduzent zu werden. Eine nähere Bekanntschaft zu Phil Spector, wie oft behauptet, bestand nicht („Ich hatte aber nie eine Verbindung zu Phil. Wir sind uns ein paar Mal begegnet und das war's. Ich kann also nichts über ihn als Person sagen.“) Hazlewoods Debütalbum von 1963 war nur wenig erfolgreich.

### Erfolge
1964 traf er auf die bis dahin ebenso erfolglose Nancy Sinatra, die im Schatten ihres Vaters Frank Sinatra stand. Die Zusammenarbeit Hazlewood/Sinatra erwies sich als sehr erfolgreich. Ihre Interpretation machte den Song These Boots Are Made for Walking zum Hit, und auch die Duette der beiden stürmten bald die Billboard-Charts der 60er: Some Velvet Morning, Summer Wine oder auch der Leiber/Wheeler-Song Jackson führten Hazlewood auf den Gipfel seiner Karriere. Nebenbei produzierte er für weitere Musiker, wie beispielsweise für Dean Martin den Song Houston.
1967 gründete Hazlewood sein eigenes Musiklabel Lee Hazlewood Industries (LHI Records) und produzierte Ende des Jahres das erste Country-Rock-Album der Geschichte mit Gram Parsons International Submarine Band. Andere Künstler des Labels waren unter anderem Sanford Clark, Ann-Margret und die Girlgroup Honey Ltd. Anfang der 1970er Jahre begann der Stern Hazlewoods zu sinken. Er übersiedelte zunächst nach Schweden (nach seinen Angaben, um damit seinem Sohn die Einberufung zum US-Militär zu ersparen), anschließend nach Deutschland, Irland und Spanien. 1977 zog er sich schließlich vorerst ganz aus dem Musikbusiness zurück.

### Abstecher ins Filmgeschäft
Mit geringem Erfolg versuchte sich Hazlewood im Filmgeschäft. Als Darsteller war er an Die wilden Jahre (1968) und Whisky brutal (1970) beteiligt. Für Smoke (1971) sowie Må vårt hus förskonas från tigrar (1975), beide unter der Regie von Torbjörn Axelman, schrieb er neben seiner Mitwirkung als Schauspieler und Filmkomponist auch die Drehbücher. Hazlewoods Songs wie These Boots Are Made for Walkin, Rebel-'Rouser oder This Town wurden im Soundtrack einiger erfolgreicher Filme wie beispielsweise Full Metal Jacket, Forrest Gump oder Ocean’s 13 verwendet.

### Comeback, Krankheit und Tod
Sein Comeback als Sänger hatte er erst in den 1990er Jahren, als er zusammen mit Nancy Sinatra einige Konzerte gab. Nick Cave engagierte ihn 1999 für ein Festival in der Royal Albert Hall. In der Folgezeit remasterte Hazlewood alte Stücke, die er 2002 auf einer Europatournee präsentierte. 2003 erschien das Comeback-Album des Duos Lee & Nancy.
Nachdem bei Hazlewood 2005 Nierenkrebs diagnostiziert worden war, unterbrach er weitere Projekte. Zusammen mit Ärzte-Schlagzeuger Bela B. spielte er 2006 den Song Lee Hazlewood & das erste Lied des Tages ein, der auf Bela B.s Soloalbum Bingo sowie auf Hazlewoods letztem Album Cake or Death zu finden ist, das im Dezember 2006 veröffentlicht wurde.
Lee Hazlewood starb im August 2007 im Alter von 78 Jahren in seinem Haus in der Nähe von Las Vegas. Er hinterließ seine Ehefrau, einen Sohn und zwei Töchter.

## Diskografie

### Mit den Shacklefords
Singles

| Jahr | Titel Album               | Höchstplatzierung, Gesamtwochen/‑monate, AuszeichnungChartplatzierungen (Jahr, Titel, Album, Platzierungen, Wochen/Monate, Auszeichnungen, Anmerkungen) | Höchstplatzierung, Gesamtwochen/‑monate, AuszeichnungChartplatzierungen (Jahr, Titel, Album, Platzierungen, Wochen/Monate, Auszeichnungen, Anmerkungen) | Anmerkungen                |
| Jahr | Titel Album               | AT | US | Anmerkungen                |
| ---- | ------------------------- | --- | --- | -------------------------- |
| 1963 | A Stranger in Your Town – | — | US70 (6 Wo.)US |                            |
| 1971 | Muddy Muddy River –       | AT11 (1 Mt.)AT | — | Erstveröffentlichung: 1966 |

grau schraffiert: keine Chartdaten aus diesem Jahr verfügbar

### Mit Nancy Sinatra
Alben

| Jahr | Titel        | Höchstplatzierung, Gesamtwochen, AuszeichnungChartplatzierungen (Jahr, Titel, Platzierungen, Wochen, Auszeichnungen, Anmerkungen) | Höchstplatzierung, Gesamtwochen, AuszeichnungChartplatzierungen (Jahr, Titel, Platzierungen, Wochen, Auszeichnungen, Anmerkungen) | Anmerkungen                                            |
| Jahr | Titel        | UK | US | Anmerkungen                                            |
| ---- | ------------ | --- | --- | ------------------------------------------------------ |
| 1968 | Nancy & Lee  | UK17 (13 Wo.)UK | US13 Gold · (44 Wo.)US |                                                        |
| 1972 | Did You Ever | UK31 (4 Wo.)UK | — | in US unter dem Titel Nancy & Lee Again veröffentlicht |

Weitere Alben
- Nancy & Lee 3 (2004)

Singles

| Jahr | Titel Album                                   | Höchstplatzierung, Gesamtwochen/‑monate, AuszeichnungChartplatzierungen (Jahr, Titel, Album, Platzierungen, Wochen/Monate, Auszeichnungen, Anmerkungen) | Höchstplatzierung, Gesamtwochen/‑monate, AuszeichnungChartplatzierungen (Jahr, Titel, Album, Platzierungen, Wochen/Monate, Auszeichnungen, Anmerkungen) | Höchstplatzierung, Gesamtwochen/‑monate, AuszeichnungChartplatzierungen (Jahr, Titel, Album, Platzierungen, Wochen/Monate, Auszeichnungen, Anmerkungen) | Höchstplatzierung, Gesamtwochen/‑monate, AuszeichnungChartplatzierungen (Jahr, Titel, Album, Platzierungen, Wochen/Monate, Auszeichnungen, Anmerkungen) | Anmerkungen                                                                                           |
| Jahr | Titel Album                                   | DE | AT | UK | US | Anmerkungen                                                                                           |
| ---- | --------------------------------------------- | --- | --- | --- | --- | --- |
| 1967 | Summer Wine Nancy & Lee                       | — | AT6 (2 Mt.)AT | — | US49 (9 Wo.)US | Autor: Lee Hazlewood mit Sugar Town (Nancy Sinatra solo) auf einer Single                             |
| 1967 | Jackson Nancy & Lee                           | DE10 (2 Mt.)DE | AT4 (2 Mt.)AT | UK11 (19 Wo.)UK | US14 (9 Wo.)US | Autoren: Gaby Rogers, Billy Edd Wheeler mit You Only Live Twice (Nancy Sinatra solo) auf einer Single |
| 1967 | Lady Bird Nancy & Lee                         | DE33 (2 Wo.)DE | — | UK47 (1 Wo.)UK | US20 (6 Wo.)US | Autor: Lee Hazlewood die B-Seite Sand erreichte Platz 7 der Bubbling-Under-Charts                     |
| 1968 | Some Velvet Morning Nancy & Lee               | — | — | — | US26 (8 Wo.)US | Autor: Lee Hazlewood                                                                                  |
| 1971 | Did You Ever Did You Ever / Nancy & Lee Again | — | — | UK2 (19 Wo.)UK | — | Autor: Bobby Braddock                                                                                 |

Weitere Singles
- Elusive Dreams (1968)
- Storybook Children / 100 Years (1968)
- Big Red Balloon (1972)
- Down from Dover (1972, Platz 20 der Bubbling-Under-Charts)
- Indian Summer (L’été indien) (1976)

### Soloveröffentlichungen und weitere Kollaborationen
Alben
- Trouble Is a Lonesome Town (1963)
- The N.S.V.I.P.’s (1964)
- Friday’s Child (1965)
- Lee Hazlewoodism: It’s Cause and Cure (1966)
- The Very Special World of Lee Hazlewood (1966)
- Something Special (1968)
- Love and Other Crimes (1968)
- The Cowboy and the Lady (zusammen mit Ann-Margret, 1969)
- Forty (1969)
- Cowboy in Sweden (1970)
- Requiem for an Almost Lady (1971)
- 13 (1972)
- Poet, Fool or Bum (1973)
- I’ll Be Your Baby Tonight (1973)
- The Stockholm Kid Live at Berns (1974)
- A House Safe for Tigers (1975)
- 20th Century Lee (1976)
- Movin’ On (1977)
- Back on the Street Again (1977)
- Gypsies & Indians (& Anna Hanski, 1993)
- Farmisht, Flatulence, Origami, ARF!!! and Me … (1999)
- For Every Solution There’s a Problem (2002)
- Bootleg Dreams and Counterfeit Demos (2002)
- The Lycanthrope Tour (Europe 2002) (live, 2003)
- Cake or Death (2006)

Singles
- Words Mean Nothing (mit Duane Eddy, 1960)
- Sleep in the Grass (mit Ann-Margret, 1969, Platz 13 der Bubbling-Under-Charts)
- Trouble Maker (1969, Platz 16 der Bubbling-Under-Charts)

## Songwriting
Folgende Songs, an denen Lee Hazlewood als Autor beteiligt gewesen war, platzierten sich in den Charts:
| Jahr | Titel                            | Interpret                     | weitere Autoren    | Chartplatzierungen                                                  |
| ---- | -------------------------------- | ----------------------------- | ------------------ | ------------------------------------------------------------------- |
| 1956 | The Fool                         | Sanford Clark                 | Naomi Ford         | US 7                                                                |
| 1956 | The Fool                         | The Gallahads                 | Naomi Ford         | US 62                                                               |
| 1956 | A Cheat                          | Sanford Clark                 | Naomi Ford         | US 74                                                               |
| 1958 | Moovin’ ’n Groovin’ inst         | Duane Eddy                    | Duane Eddy         | US 72                                                               |
| 1958 | Rebel-’Rouser instr              | Duane Eddy (and the Rebels)   | Duane Eddy         | US 6, UK 19; Rock and Roll Hall of Fame                             |
| 1958 | Cannonball instr                 | Duane Eddy (and the Rebels)   | Duane Eddy         | US 15, UK 22                                                        |
| 1959 | The Lonely One instr             | Duane Eddy                    | Duane Eddy         | US 23                                                               |
| 1959 | Yep! instr                       | Duane Eddy                    | Duane Eddy         | US 30                                                               |
| 1959 | The Quiet Three instr            | Duane Eddy                    | Duane Eddy         | US 46                                                               |
| 1959 | Some Kind-a Earthquake instr     | Duane Eddy                    | Duane Eddy         | US 37, UK 12                                                        |
| 1959 | First Love, First Tears instr    | Duane Eddy                    | Duane Eddy         | US 59                                                               |
| 1959 | Bonnie Came Back instr           | Duane Eddy                    | Duane Eddy / Trad. | US 26, UK 12                                                        |
| 1960 | Shazam! instr                    | Duane Eddy                    | Duane Eddy         | US 45, UK 4                                                         |
| 1960 | Kommotion instr                  | Duane Eddy                    | Duane Eddy         | US 78, UK 13                                                        |
| 1962 | The Battle                       | Duane Eddy (and the Rebels)   | Duane Eddy         | US Bubbling Under 14                                                |
| 1962 | (Dance with the) Guitar Man      | Duane Eddy                    | Duane Eddy         | US 12, UK 4                                                         |
| 1963 | Boss Guitar                      | Duane Eddy                    | –                  | US 28, UK 27                                                        |
| 1963 | A Stranger in Your Town          | The Shacklefords              | Marty Cooper       | US 70                                                               |
| 1963 | Lonely Boy, Lonely Guitar        | Duane Eddy                    | Duane Eddy         | US 82, UK 35                                                        |
| 1963 | Surfin’ Hootenanny               | Al Casey Combo                | –                  | US 48                                                               |
| 1963 | Baja instr                       | The Astronauts                | –                  | US 94                                                               |
| 1963 | Your Baby’s Gone Surfin’         | Duane Eddy                    | Duane Eddy         | US 93, UK 49                                                        |
| 1963 | Guitars, Guitars, Guitars        | Al Casey                      | –                  | US Bubbling Under 16                                                |
| 1965 | Houston                          | Dean Martin                   | –                  | US 21                                                               |
| 1965 | Not the Lovin’ Kind              | Dino, Desi & Billy            | –                  | US 25                                                               |
| 1965 | So Long, Babe                    | Nancy Sinatra                 | –                  | US 86                                                               |
| 1966 | These Boots Are Made for Walkin’ | Nancy Sinatra                 | –                  | US 1 Gold, UK 1, DE 1 Gold, AT 1                                    |
| 1966 | How Does That Grab You, Darlin’? | Nancy Sinatra                 | –                  | US 7, UK 19, DE 10, AT 4                                            |
| 1966 | Friday’s Child                   | Nancy Sinatra                 | –                  | US 36, DE 37                                                        |
| 1966 | In Our Time                      | Nancy Sinatra                 | –                  | US 46                                                               |
| 1966 | Sugar Town                       | Nancy Sinatra                 | –                  | US 5 Gold, UK 8                                                     |
| 1967 | Summer Wine                      | Lee Hazlewood & Nancy Sinatra | –                  | US 49, AT 6                                                         |
| 1967 | Love Eyes                        | Nancy Sinatra                 | –                  | US 15                                                               |
| 1967 | Lightning’s Girl                 | Nancy Sinatra                 | –                  | US 24                                                               |
| 1967 | Lady Bird                        | Lee Hazlewood & Nancy Sinatra | –                  | US 20, UK 47, DE 33                                                 |
| 1967 | Sand                             | Lee Hazlewood & Nancy Sinatra | –                  | US Bubbling Under 7                                                 |
| 1967 | This Town                        | Frank Sinatra                 | –                  | US 53                                                               |
| 1967 | Tony Rome                        | Nancy Sinatra                 | –                  | US 83; Film: Tony Rome                                              |
| 1968 | Some Velvet Morning              | Lee Hazlewood & Nancy Sinatra | –                  | US 26                                                               |
| 1968 | In Some Time                     | Ronnie Dove                   | –                  | US 99                                                               |
| 1968 | 100 Years                        | Nancy Sinatra                 | –                  | US 69                                                               |
| 1968 | Happy                            | Nancy Sinatra                 | –                  | US 74                                                               |
| 1969 | Sleep in the Grass               | Ann-Margret & Lee Hazlewood   | –                  | US Bubbling Under 13                                                |
| 1971 | Muddy Muddy River                | The Shacklefords              | –                  | AT 11                                                               |
| 1981 | Tonight                          | Mo-Dettes                     | Mo-Dettes          | UK 68                                                               |
| 1992 | These Boots Are Made for Walkin’ | Billy Ray Cyrus               | –                  | UK 63                                                               |
| 2003 | Some Velvet Morning              | Primal Scream (mit Kate Moss) | –                  | UK 44                                                               |
| 2005 | These Boots Are Made for Walkin’ | Jessica Simpson               | –                  | US 14 Gold, UK 4, DE 17, AT 12, CH 16; · Film: The Dukes of Hazzard |

### Musikbeispiele
- Lee Hazlewood & Nancy Sinatra: Jackson auf YouTube
- Lee Hazlewood & Nancy Sinatra: Summer Wine (The Ed Sullivan Show) auf YouTube
- Lee Hazlewood & Nancy Sinatra: Sand auf YouTube
- Lee Hazlewood: Think I'm Coming Down auf YouTube